# 弓

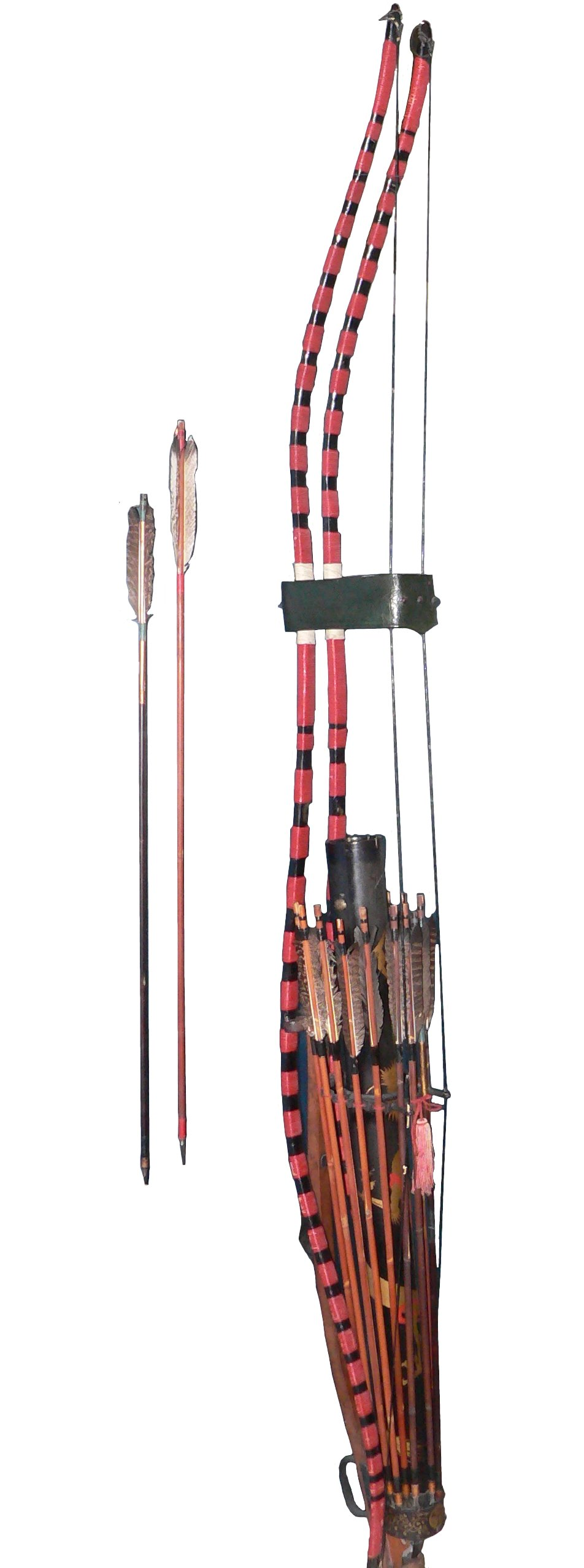
江戶時代的和弓與箭矢

弓是世界上最早出現的弹射类远射武器之一，其发明早于人类信史，并在不同地区的文明被广泛使用。弓在古代大量用于狩猎与战争，在现代功能则主要局限于运动竞技。

## 名稱
弓兩末端叫「弰」，弓弰彎曲處或下端叫「弭」，弓弭的頭叫「彇」；弓中央手握處叫「弝」，弓弝中央叫「弣」；箭末扣弦處叫「栝」；弓袋叫「韔」、「韞」或「弢」；射程範圍叫「彀中」。
皇帝用的彫弓或紅弓叫「弤」或「弴」。

## 種類
- 傳統複合弓
- 現代複合弓
- 反曲弓
- 蒙古弓（英语：Mongol bow）
- 朝鮮弓（英语：Gakgung）
- 和弓
- 土耳其弓（英语：Turkish bow）
- 長弓
- 英格蘭長弓
- 清弓（英语：Manchu bow）

## 圖片

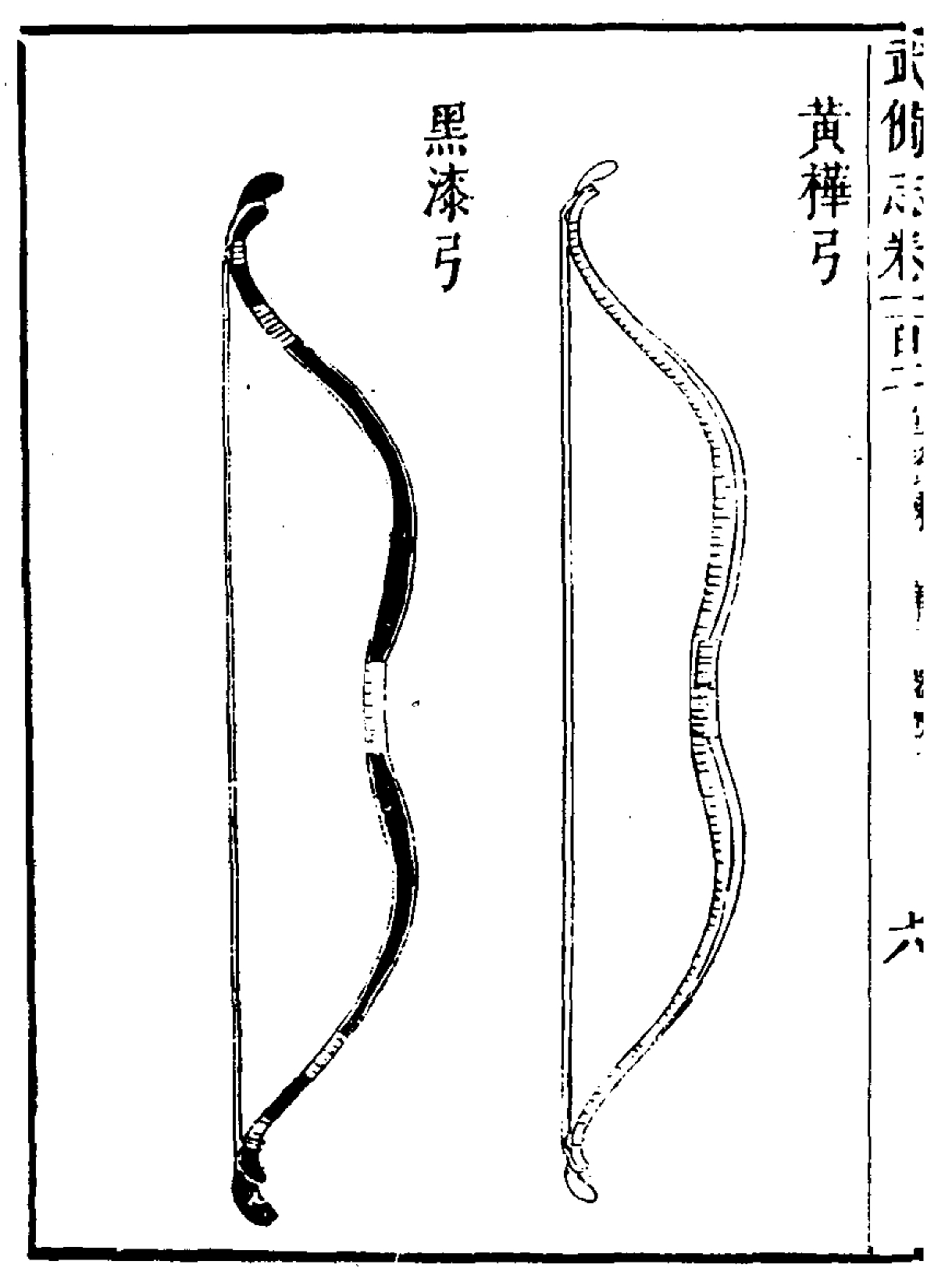
《武備志》黃樺弓 黑漆弓
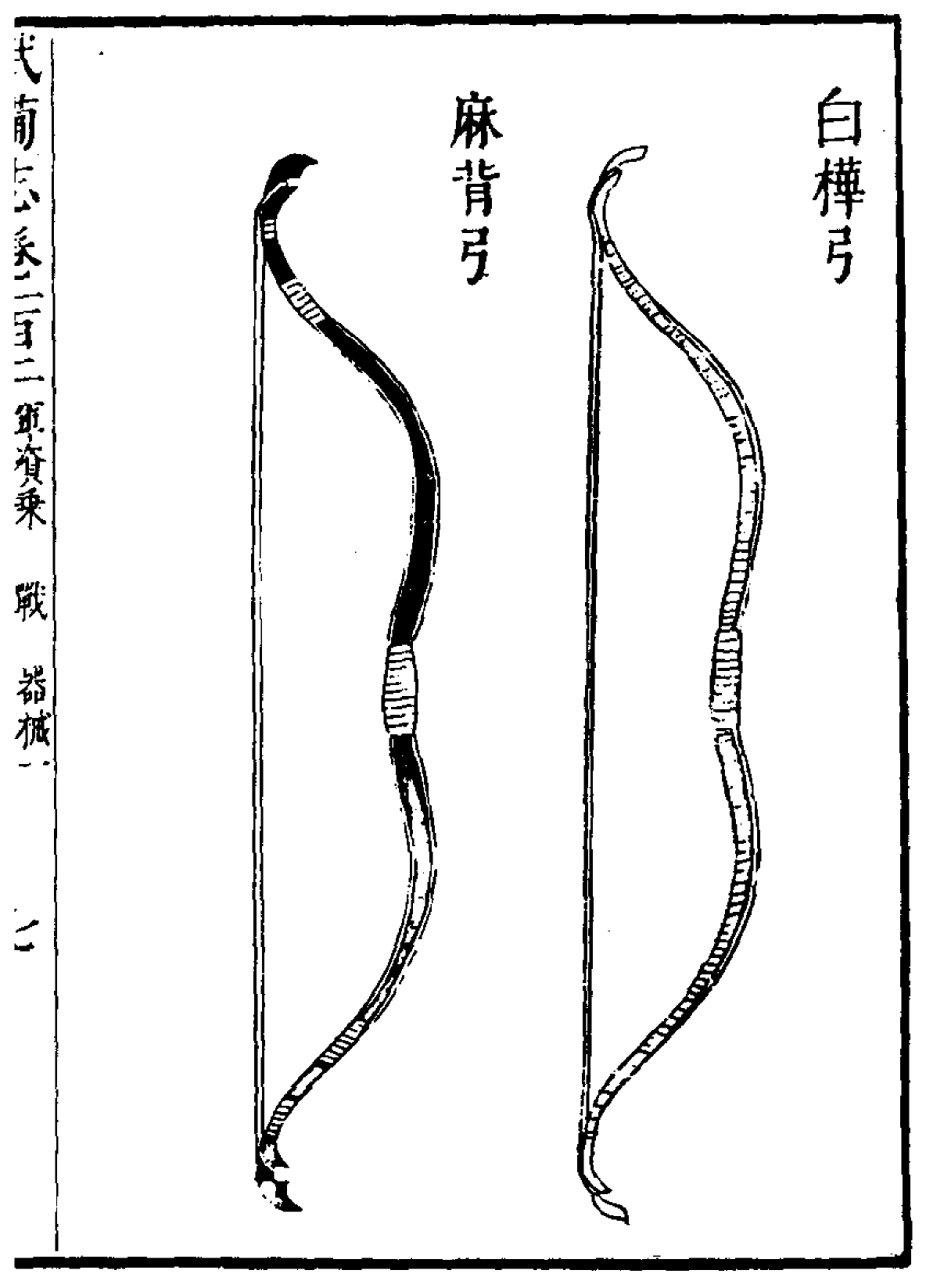
《武備志》白樺弓 麻背弓
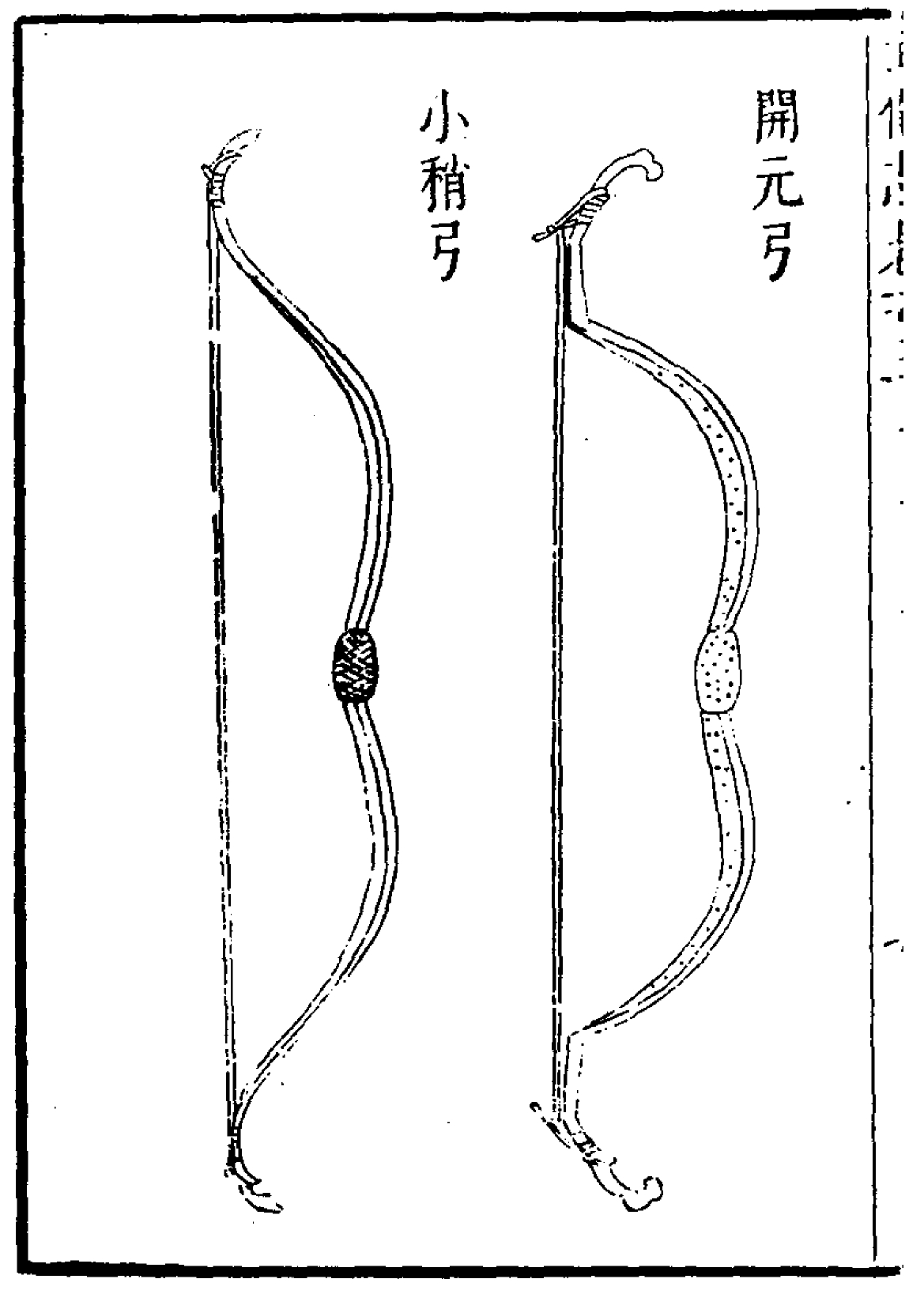
《武備志》開元弓 小稍弓
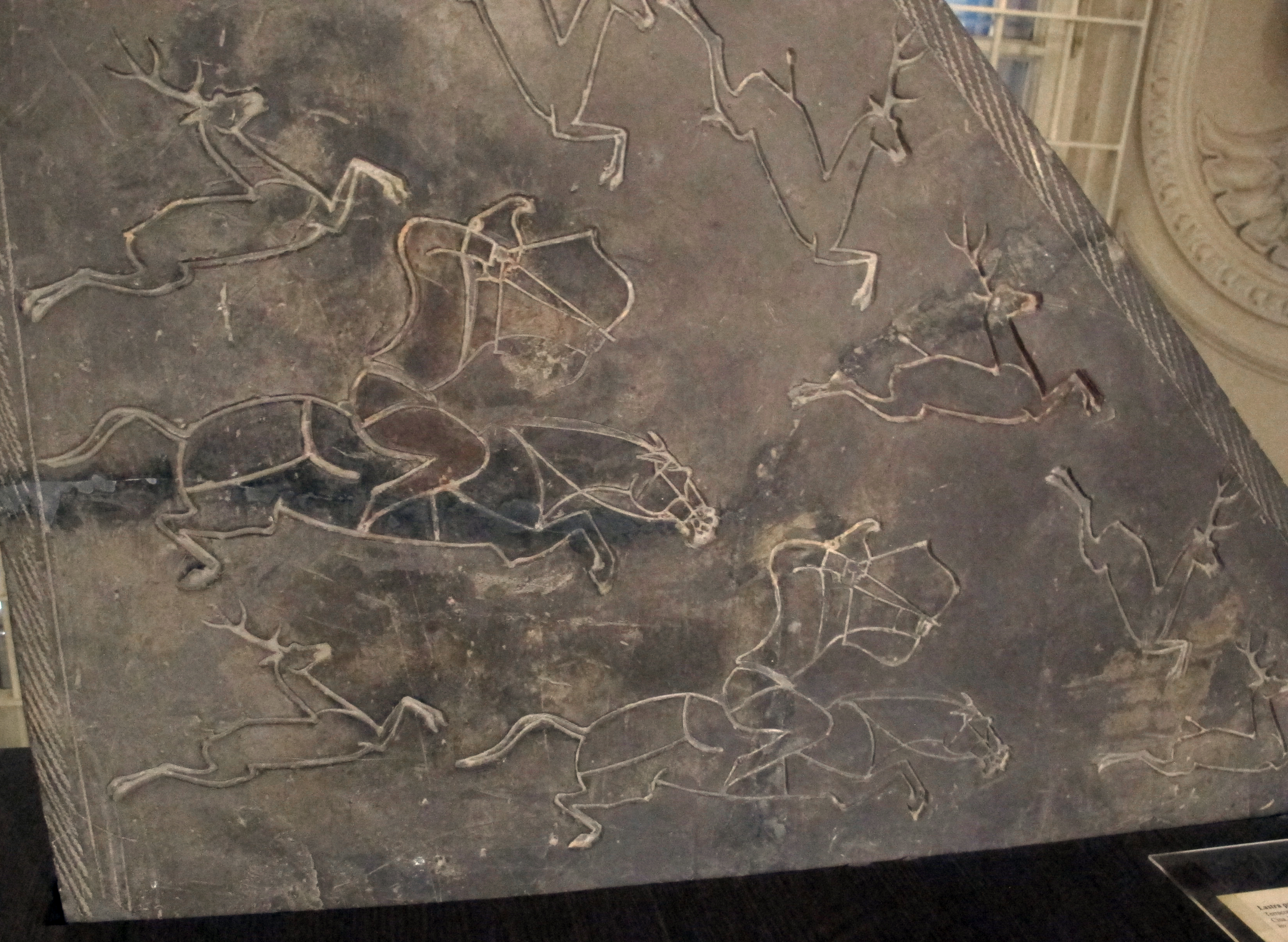
漢代浮雕上的弓騎兵
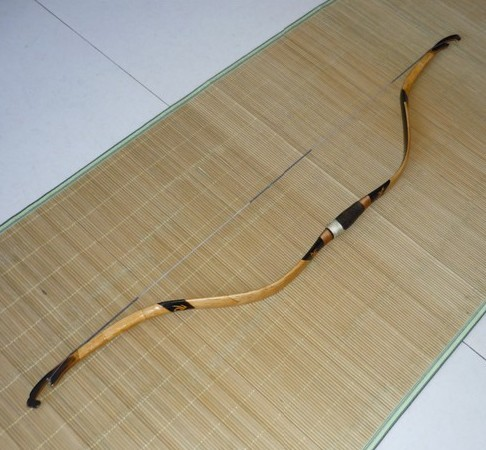
當代復原的開元弓
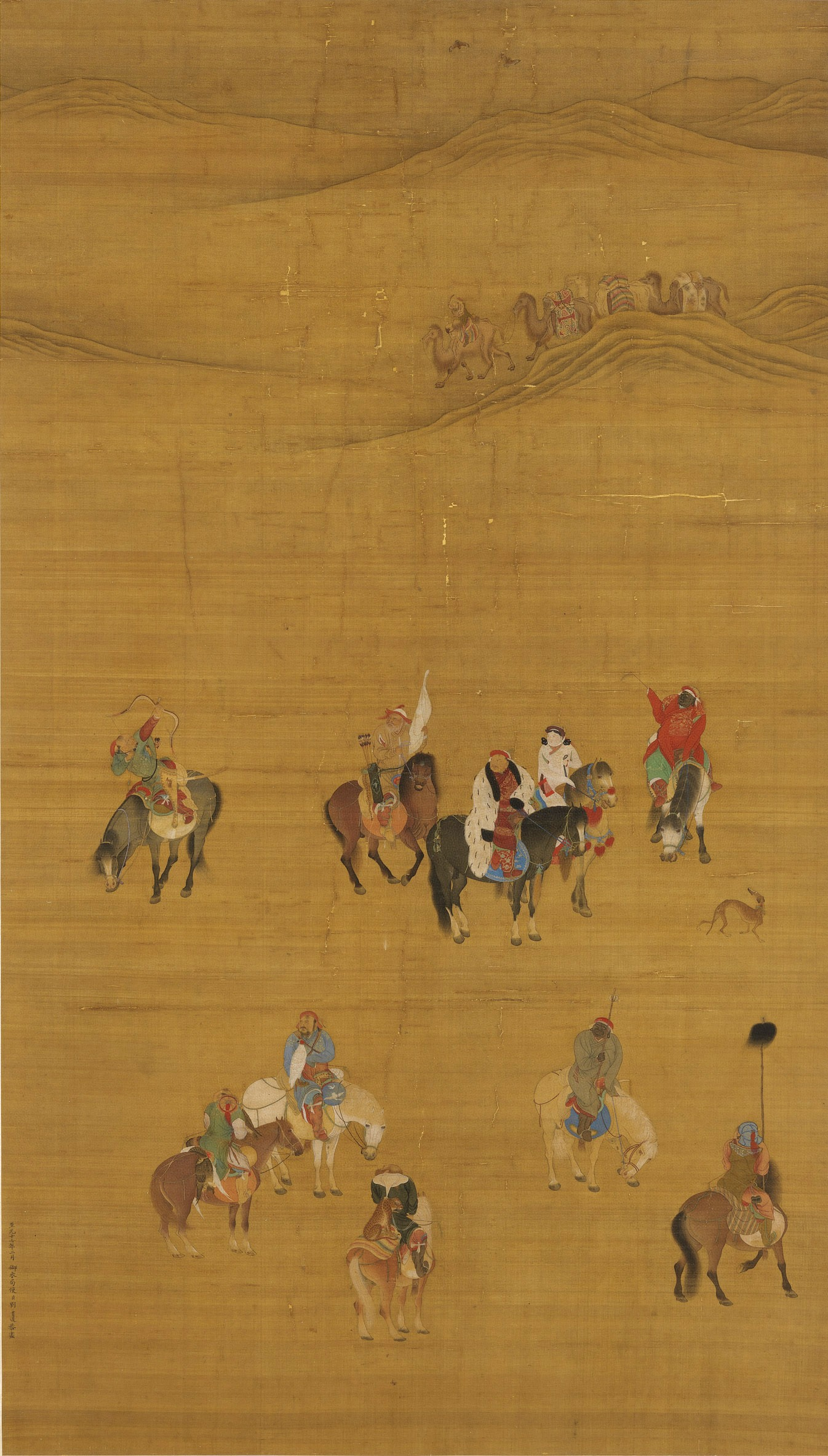
《元世祖出獵圖》左上可見蒙古弓
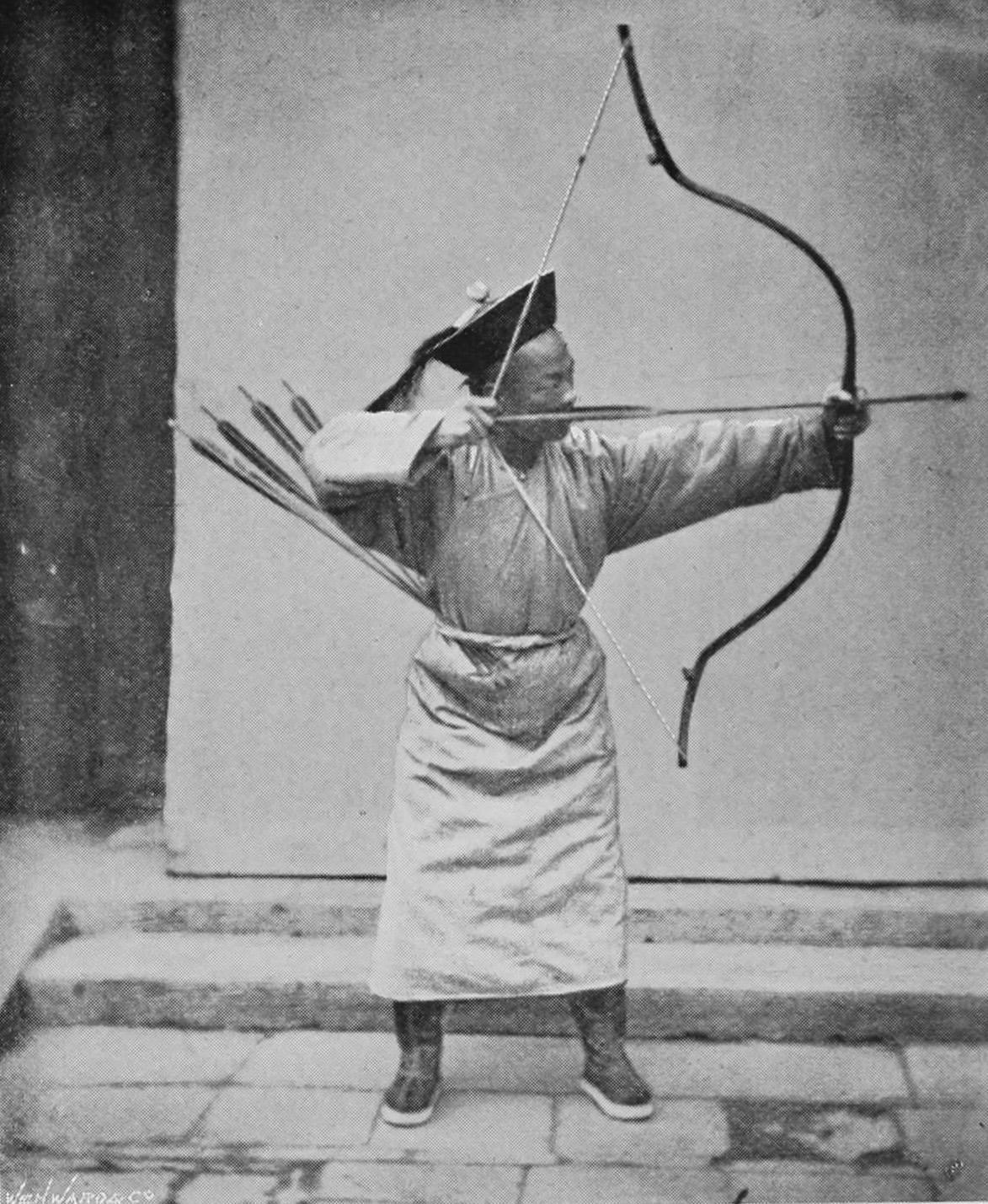
清代弓手
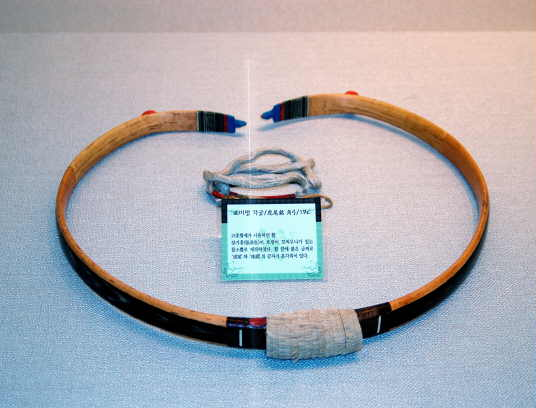
朝鮮弓（韓弓、角弓）
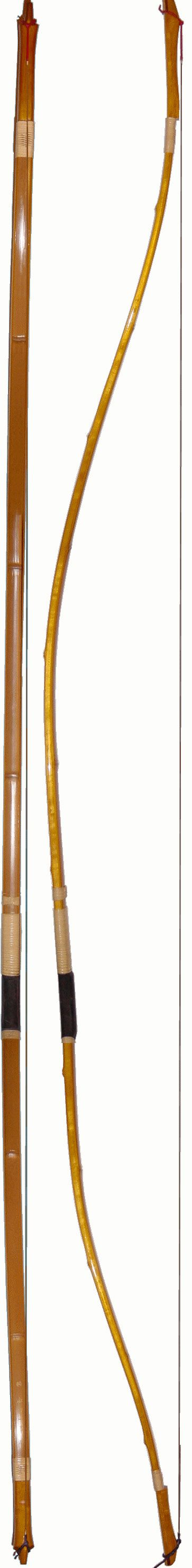
日本弓（和弓）
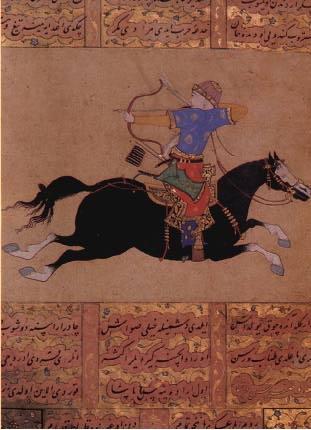
奧斯曼弓騎兵
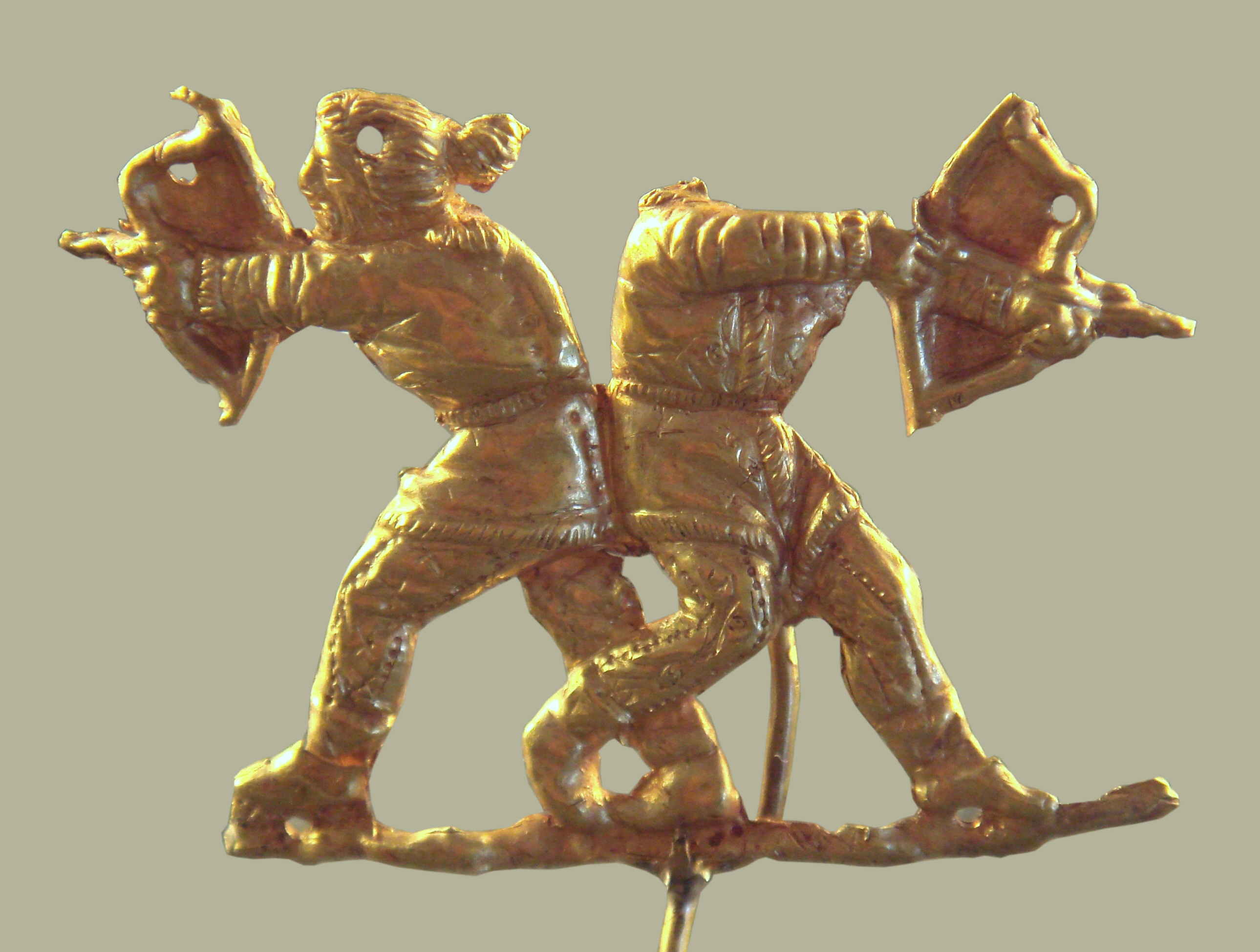
斯基泰弓手
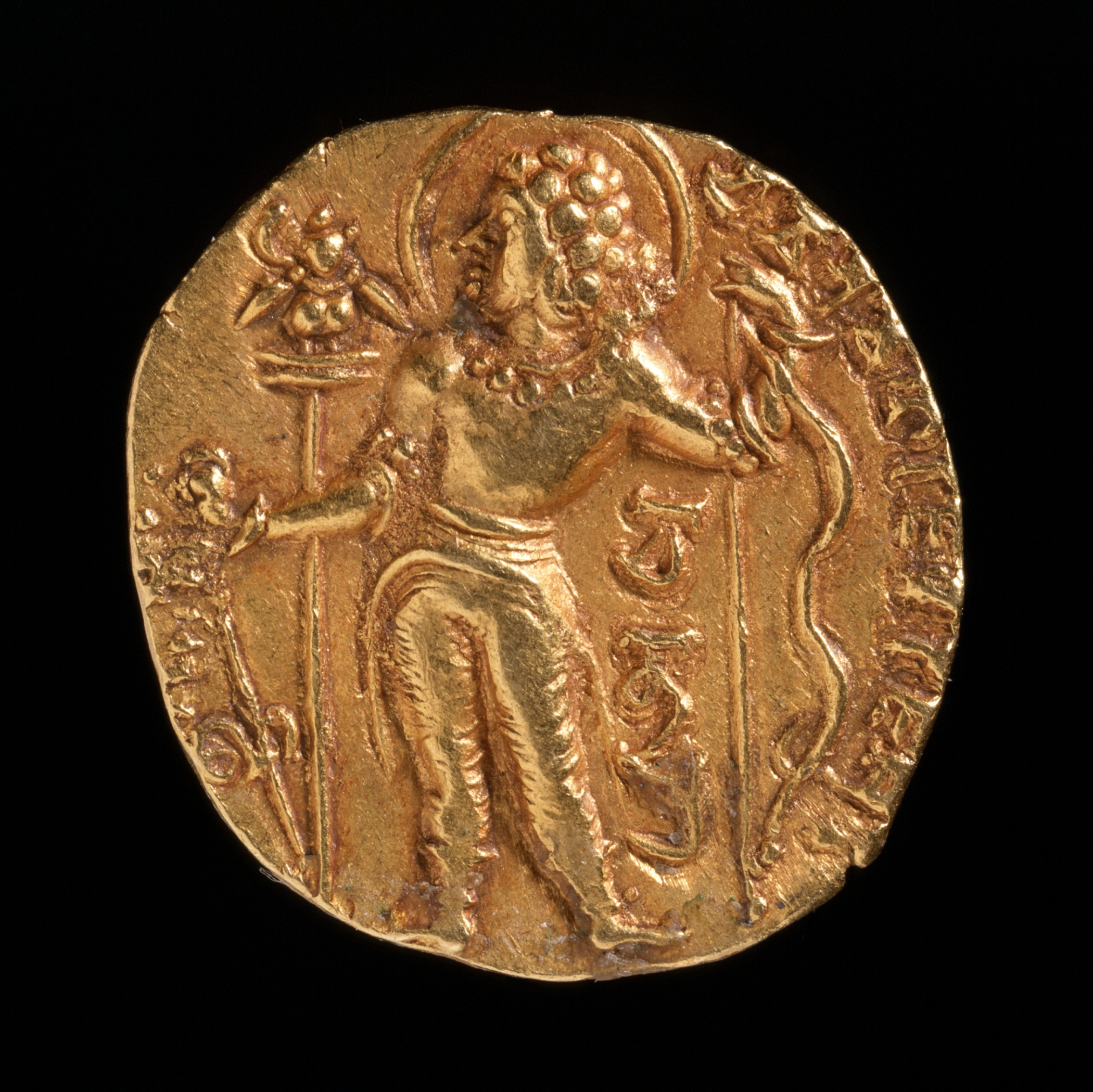
笈多王朝金幣上的印度弓
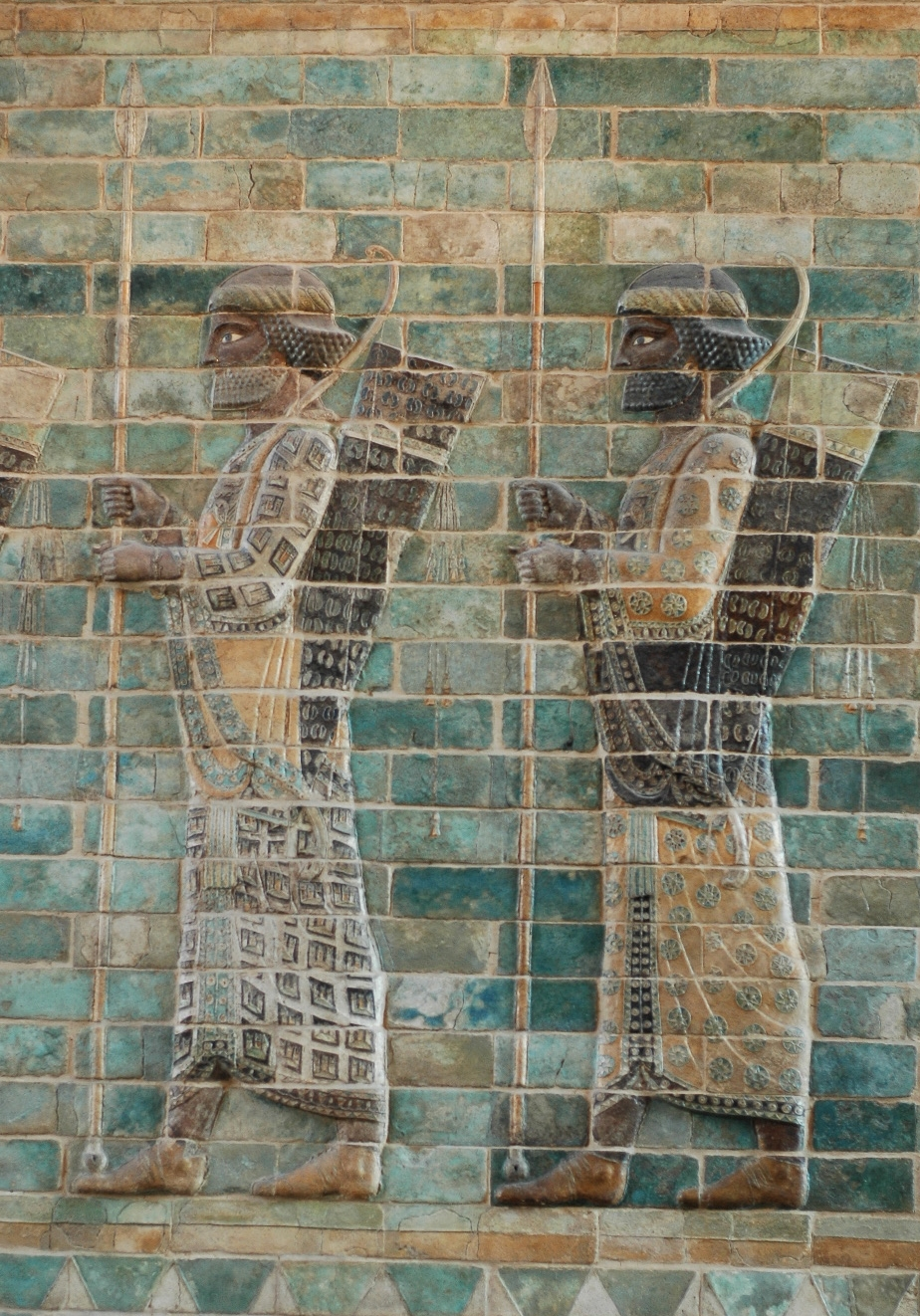
波斯弓
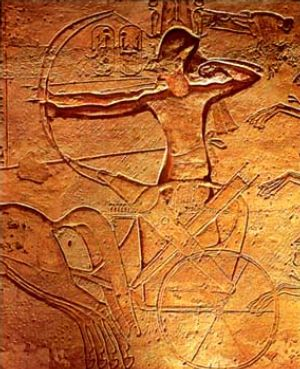
古埃及弓
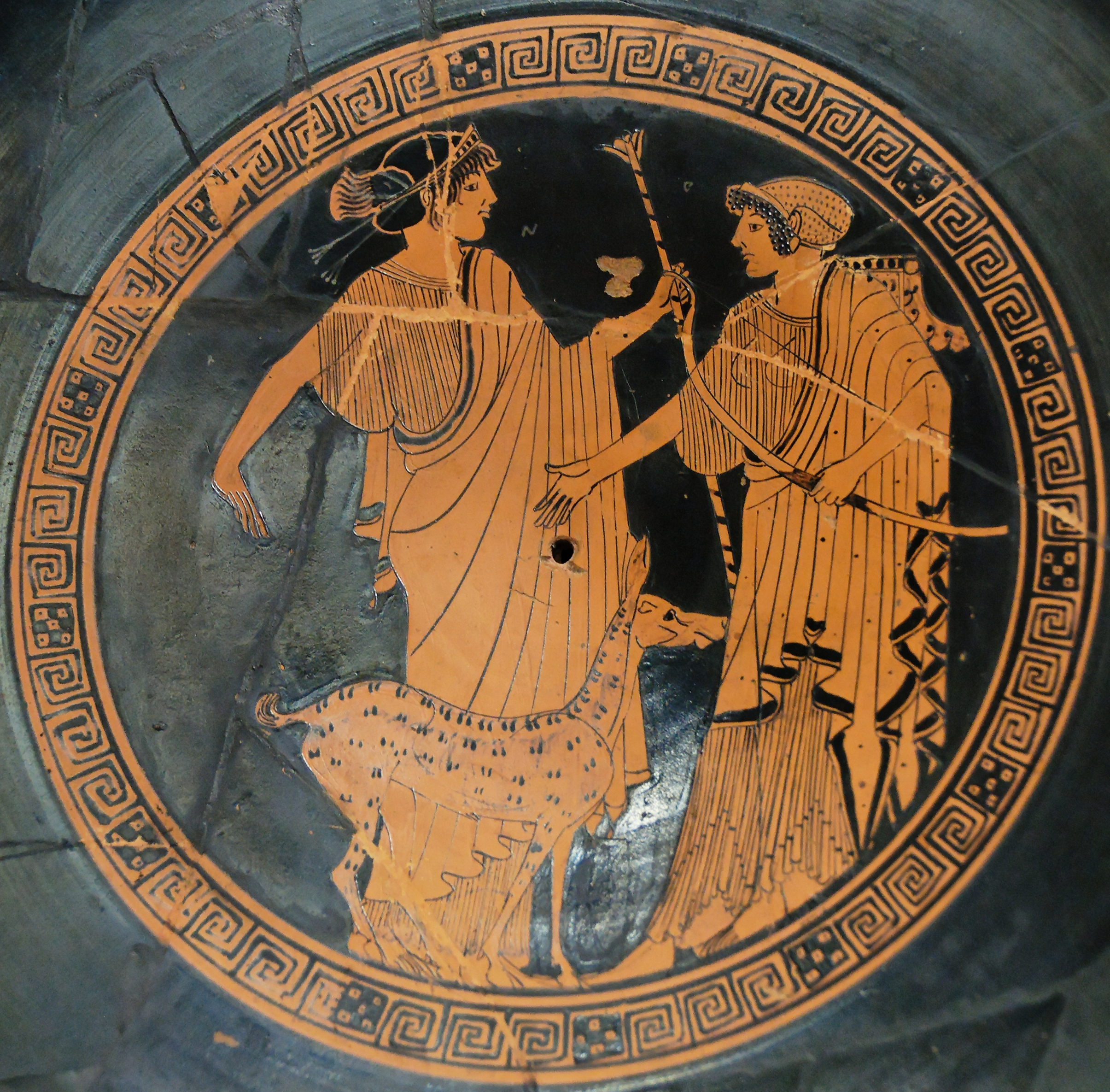
陶器上的希臘弓
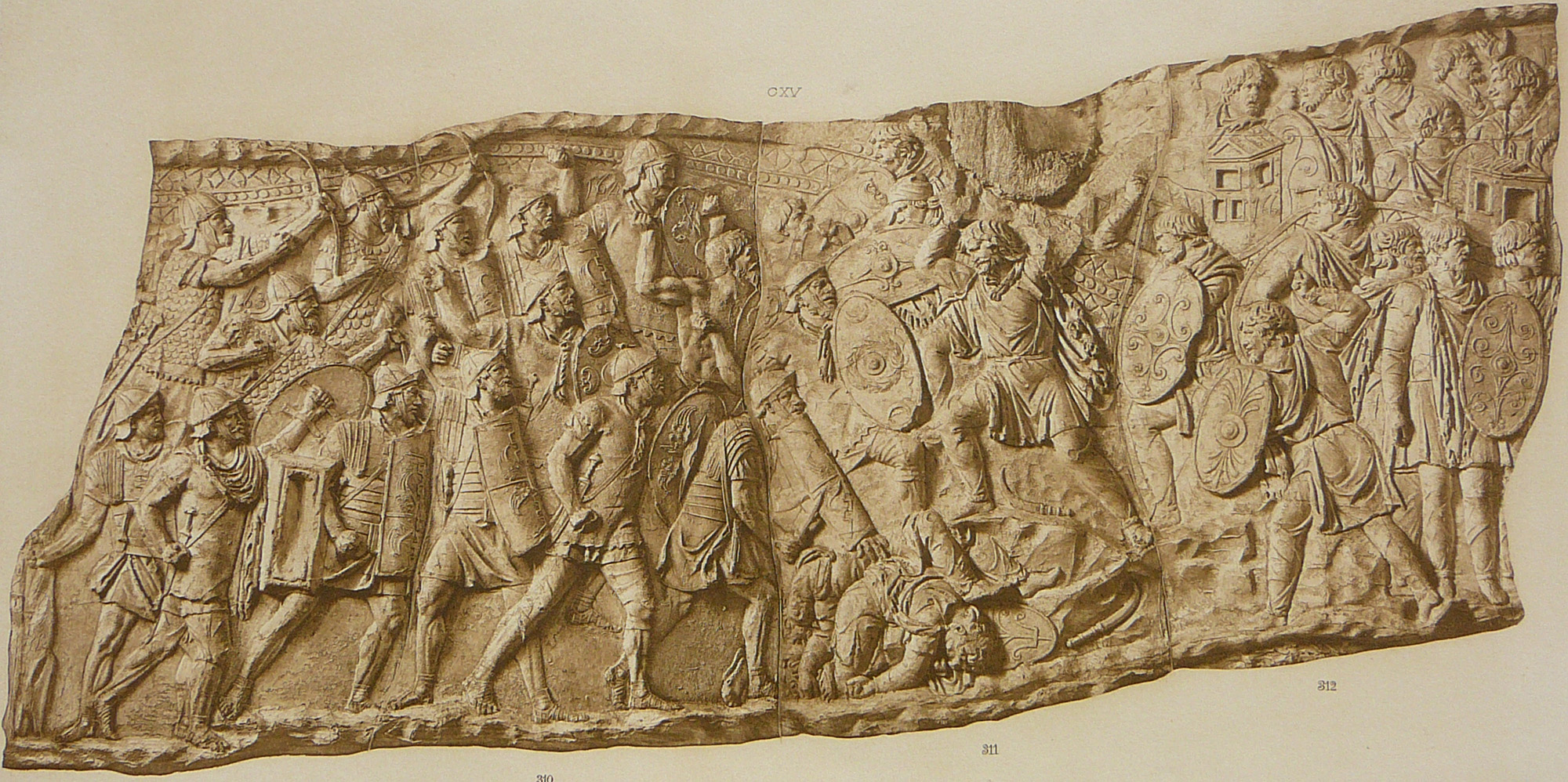
圖拉真柱浮雕，左上可見羅馬弓手
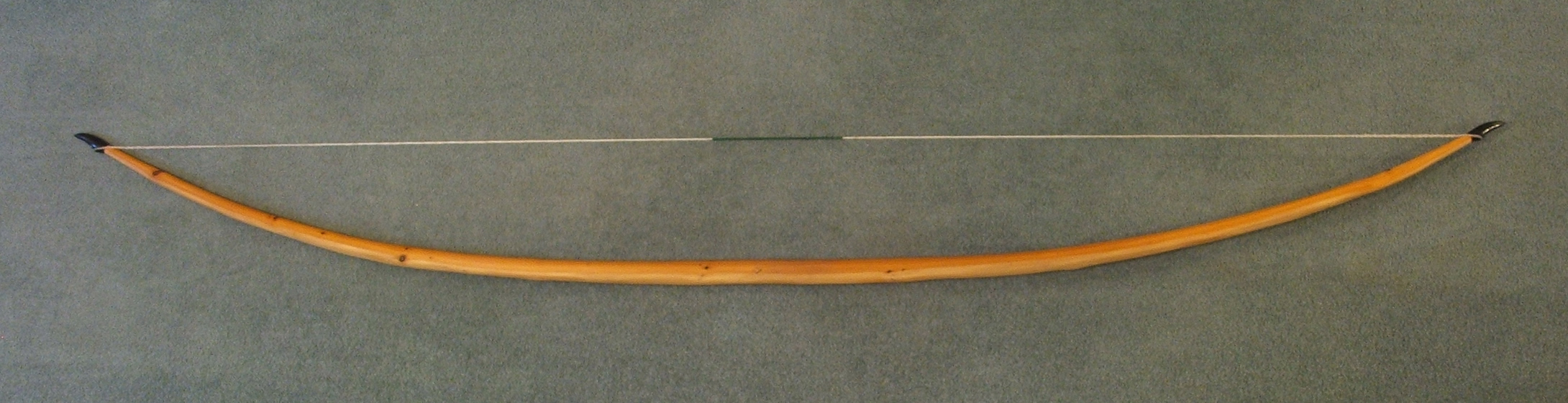
英格蘭長弓
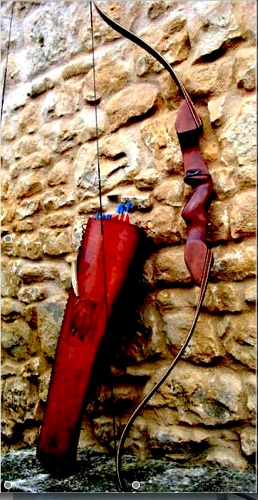
现代仿制的历史上所用的复合弓

## 備註
1. ↑  發音為ㄕㄠ

## 延伸阅读
[在维基数据编辑]
 《欽定古今圖書集成·經濟彙編·戎政典·弓矢部》，出自陈梦雷《古今圖書集成》